# Вулиця Захисників України (Житомир)
Вулиця Захисників України — вулиця в Богунському районі Житомира.

## Історія
Вулиця почала формуватися у 1980-х роках як нова вулиця мікрорайону, що мав проектну назву Північно-західний, а пізніше отримав назву Хмільники.
Початок нинішньої вулиці Захисників України, на відрізку від 1-го Винокурного провулка до Польського цвинтаря, виник і забудований до кінця 1960-х років та був продовженням Новопівнічної вулиці. До кінця 1980-х років ця ділянка вулиці являла собою вузьку дорогу між садибами (з півдня) та полем колгоспу імені Мічуріна (з півночі). Наприкінці 1980-х років та на початку 1990-х років існуюча ділянка вулиці значно розширена, а також збудовано нову ділянку від Польського цвинтаря до вулиці Олександра Клосовського. Влаштовано мостопровід через долину річки Кокоричанки. Побудовано розворотне кільце тролейбусів, оскільки, згідно з проєктом, по вулиці мав здійснюватися тролейбусний рух.
У 1988 році вулицю названо на честь радянського партійного та господарського діяча, одного з організаторів партизанського руху на території України в 1941–1944 роках Степана Маликова. У 1991 році до вулиці Маликова переадресовано житлові будинки з південного боку вулиці, на відрізку між 1-м Винокурним провулком та Польським цвинтарем, що раніше відносилися до Новопівнічної вулиці.
До 19 лютого 2016 року вулиця носила назву вулиця Маликова.
Відповідно до розпорядження Житомирського міського голови від 19 лютого 2016 року № 112 «Про перейменування топонімічних об'єктів та демонтаж пам'ятних знаків у м. Житомирі», перейменована на вулицю Сурина Гора.
19 квітня 2016 року, відповідно до розпорядження Житомирського міського голови «Про внесення змін до розпорядження міського голови від 19.02.2016 № 112 „Про перейменування топонімічних об'єктів та демонтаж пам'ятних знаків у м. Житомирі“», об'єкту було повернуто стару назву — вулиця Маликова.
Це розпорядження в червні 2016 року було оскаржене в суді ініціативною групою житомирян. 3 жовтня 2017 року Корольовський районний суд м. Житомира відмовив у задоволенні позову, це рішення підтримав 28 лютого 2018 року Житомирський апеляційний адміністративний суд. 25 квітня 2018 року касаційне провадження в цій справі відкрив Верховний суд.
Протягом 2016 року по вулиці Маликова здійснювалося будівництво тролейбусної лінії. 27 грудня 2016 року по вулиці Маликова проїхав перший тролейбус.. З початку 2017 року по вулиці почав курсувати маршрут № 7. У 2017 році почали курсувати також маршрути № 7а, 8.